# Campeonato Mundial de Ciclismo en Ruta Junior
El Campeonato Mundial de Ciclismo en Ruta Juvenil (en inglés UCI Juniors Road World Championships) es el Campeonato mundial de ciclismo en ruta organizado por la Unión Ciclista Internacional para ciclistas de categoría junior, de 17 y 18 años de edad. Cuatro pruebas son organizadas: carrera en línea y contrarreloj para hombres y mujeres.
La primera edición fue en 1975, disputándose solo la carrera en línea para hombres. En 1987, se añadió la carrera en línea para mujeres y en 1994 y 1995 la contrarreloj para ambos respectivamente.
Desde 2011, se disputan durante el Campeonato mundial de ciclismo en ruta. Anteriormente, de 1997 a 2004, se llevaron a cabo durante los Campeonatos mundiales de ciclismo en ruta. Entre 2005 y 2009, se desarrollaron dentro del campeonato mundial de ciclismo en pista junior y antes de 1997 y en 2010 se disputaron en forma separada. 

## Ediciones
| Año  | País                          | Ciudad                   |
| ---- | ----------------------------- | ------------------------ |
| 1975 | Suiza                         | Orbe y Le Chalet-à-Gobet |
| 1976 | Bélgica                       | Lieja                    |
| 1977 | Austria                       | Viena                    |
| 1978 | Estados Unidos                | Washington               |
| 1979 | Argentina                     | Buenos Aires             |
| 1980 | México                        | Ciudad de México         |
| 1981 | República Democrática Alemana | Grimma                   |
| 1982 | Italia                        | Marsciano y Deruta       |
| 1983 | Nueva Zelanda                 | Wanganui                 |
| 1984 | Francia                       | Beuvron                  |
| 1985 | Alemania                      | Stuttgart                |
| 1986 | Marruecos                     | Casablanca               |
| 1987 | Italia                        | Bérgamo                  |
| 1988 | Dinamarca                     | Odense y Vissenbjerg     |
| 1989 | Unión Soviética               | Krylatskoe               |
| 1990 | Reino Unido                   | Middlesbrough            |
| 1991 | Estados Unidos                | Colorado Springs         |

| Año  | País         | Ciudad            |
| ---- | ------------ | ----------------- |
| 1992 | Grecia       | Olímpia           |
| 1993 | Australia    | Perth             |
| 1994 | Ecuador      | Quito             |
| 1995 | Italia       | Forlì             |
| 1996 | Eslovenia    | Novo Mesto        |
| 1997 | España       | San Sebastián     |
| 1998 | Países Bajos | Valkenburg        |
| 1999 | Italia       | Verona            |
| 2000 | Francia      | Plouay            |
| 2001 | Portugal     | Lisboa            |
| 2002 | Bélgica      | Zolder y Hasselt  |
| 2003 | Canadá       | Hamilton          |
| 2004 | Italia       | Verona            |
| 2005 | Austria      | Salzburg          |
| 2006 | Bélgica      | Francorchamps/Spa |
| 2007 | México       | Aguascalientes    |
| 2008 | Sudáfrica    | Ciudad del Cabo   |

| Año  | País           | Ciudad     |
| ---- | -------------- | ---------- |
| 2009 | Rusia          | Moscú      |
| 2010 | Italia         | Offida     |
| 2011 | Dinamarca      | Copenhague |
| 2012 | Países Bajos   | Valkenburg |
| 2013 | Italia         | Florencia  |
| 2014 | España         | Ponferrada |
| 2015 | Estados Unidos | Richmond   |
| 2016 | Catar          | Doha       |
| 2017 | Noruega        | Bergen     |
| 2018 | Austria        | Innsbruck  |
| 2019 | Reino Unido    | Yorkshire  |
| 2021 | Bélgica        | Flandes    |
| 2022 | Australia      | Wollongong |
| 2023 | Escocia        | Glasgow    |
| 2024 | Suiza          | Zúrich     |

## Palmarés masculino

### Carrera en línea
| Año  | Ganador                  | Segundo                | Tercero              |
| ---- | ------------------------ | ---------------------- | -------------------- |
| 1975 | Roberto Visentini        | Ad Verstijlen          | Alberto Massucco     |
| 1976 | Ronald Bessems           | Corrado Donadio        | Jiří Korous          |
| 1977 | Ronny Van Holen          | Per-Ove Carlsson       | Edwin Menzi          |
| 1978 | Vladimir Makarkin        | Hubert Denstedt        | Thomas Landis        |
| 1979 | Greg LeMond              | Kenny De Maerteleire   | Jean-François Dury   |
| 1980 | Roberto Ciampi           | Eric Vanderaerden      | Serguei Navolokin    |
| 1981 | Beat Schumacher          | Oleg Chuzhda           | Philippe Bouvatier   |
| 1982 | Roger Six                | Andreas Lux            | Iuri Abramov         |
| 1983 | Søren Lilholt            | Oleg Emel'janov        | Michael Gozzi        |
| 1984 | Tom Cordes               | Franco Cavallini       | Alex Pedersen        |
| 1985 | Raymond Meijs            | Evgueni Zagerbelni     | Jean-Jacques Henry   |
| 1986 | Michel Zanoli            | Richard Luppes         | Bart Leysen          |
| 1987 | Pavel Tonkov             | Erik Dekker            | Josef Lontscharitsch |
| 1988 | Gianluca Tarocco         | Vassili Davidenko      | Alessandro Bertolini |
| 1989 | Patrick Vetsch           | Danny Sleeckx          | Steffen Wesemann     |
| 1990 | Marco Serpellini         | Igor Dzyuba            | Bogdan Fink          |
| 1991 | Jeff Evanshine           | Tony Morphett          | Eddy Mazzoleni       |
| 1992 | Giuseppe Palumbo         | Pasquale Santoro       | Frank Vandenbroucke  |
| 1993 | Giuseppe Palumbo         | Mariano Friedick       | Michele Rezzani      |
| 1994 | Miguel Morrás            | Laurent Lefèvre        | Eladio Jiménez       |
| 1995 | Valentino China          | Ivan Basso             | Rinaldo Nocentini    |
| 1996 | Holger Loew              | Jacob Nielsen          | Claudio Astolfi      |
| 1997 | Crescenzo D'Amore        | Martin Bolt            | Margus Salumets      |
| 1998 | Mark Scanlon             | Filippo Pozzato        | Eduard Kivichev      |
| 1999 | Damiano Cunego           | Ruslan Kaioumov        | Christophe Kern      |
| 2000 | Jeremy Yates             | Antonio Bucciero       | Aleksandr Arekéiev   |
| 2001 | Oleksandr Kvachuk        | Niels Scheuneman       | Mathieu Perget       |
| 2002 | Arnaud Gérard            | Jukka Vastaranta       | Nicolas Sanderson    |
| 2003 | Kai Reus                 | Anders Lund            | Lukas Fus            |
| 2004 | Roman Kreuziger          | Rafaâ Chtioui          | Simon Špilak         |
| 2005 | Iván Rovni               | Timofei Kritski        | Sebastian Hans       |
| 2006 | Diego Ulissi             | Niki Østergaard        | Tony Gallopin        |
| 2007 | Diego Ulissi             | Daniele Ratto          | Elia Favilli         |
| 2008 | Johan Le Bon             | Mattia Cattaneo        | Sebastian Lander     |
| 2009 | Jasper Stuyven           | Arnaud Démare          | Marco Haller         |
| 2010 | Olivier Le Gac           | Jay McCarthy           | Jasper Stuyven       |
| 2011 | Pierre-Henri Lecuisinier | Martijn Degreve        | Steven Lammertink    |
| 2012 | Matej Mohorič            | Caleb Ewan             | Josip Rumač          |
| 2013 | Mathieu van der Poel     | Mads Pedersen          | Iltjan Nika          |
| 2014 | Jonas Bokeloh            | Alexandr Kulikovskiy   | Peter Lenderink      |
| 2015 | Felix Gall               | Clément Bétouigt-Suire | Rasmus Pedersen      |
| 2016 | Jakob Egholm             | Niklas Märkl           | Reto Müller          |
| 2017 | Julius Johansen          | Luca Rastelli          | Michele Gazzoli      |
| 2018 | Remco Evenepoel          | Marius Mayrhofer       | Alessandro Fancellu  |
| 2019 | Quinn Simmons            | Alessio Martinelli     | Magnus Sheffield     |
| 2020 | No se disputó            | No se disputó          | No se disputó        |
| 2021 | Per Strand Hagenes       | Romain Grégoire        | Madis Mihkels        |
| 2022 | Emil Herzog              | António Morgado        | Vlad Van Mechelen    |
| 2023 | Albert Philipsen         | Paul Fietzke           | Felix Ørn-Kristoff   |
| 2024 | Lorenzo Finn             | Sebastian Grindley     | Senna Remijn         |

### Contrarreloj
| Año  | Ganador                 | Segundo             | Tercero               |
| ---- | ----------------------- | ------------------- | --------------------- |
| 1994 | Dean Rogers             | Heat Sandall        | Laurent Lefèvre       |
| 1995 | Joshua Kane Collingwood | Mirko Lauria        | Cadel Evans           |
| 1996 | Simone Lo Vano          | Mathew Hayman       | Iuri Krivtsov         |
| 1997 | Torsten Hiekmann        | Michael Rogers      | Alexéi Márkov         |
| 1998 | Fabian Cancellara       | Torsten Hiekmann    | Filippo Pozzato       |
| 1999 | Fabian Cancellara       | Rouslan Kaioumov    | Christian Knees       |
| 2000 | Piotr Mazur             | Vladimir Gusev      | Christian Müller      |
| 2001 | Jurgen Van Den Broeck   | Oleksandr Kvachuk   | Niels Scheuneman      |
| 2002 | Mijaíl Ignátiev         | Mark Jamieson       | Vincenzo Nibali       |
| 2003 | Mijaíl Ignátiev         | Dmitrò Hrabovski    | Viktor Renang         |
| 2004 | Patrick Gretsch         | Roman Kreuziger     | Stefan Schäfer        |
| 2005 | Marcel Kittel           | Alexandru Pliușchin | Siarhei Papok         |
| 2006 | Marcel Kittel           | Étienne Pieret      | Tony Gallopin         |
| 2007 | Taylor Phinney          | John Degenkolb      | Nikita Novikov        |
| 2008 | Michał Kwiatkowski      | Jakob Steigmiller   | Taylor Phinney        |
| 2009 | Luke Durbridge          | Lawson Craddock     | Lasse Norman Hansen   |
| 2010 | Bob Jungels             | Jasha Sütterlin     | Lawson Craddock       |
| 2011 | Mads Würtz Schmidt      | James Oram          | David Edwards         |
| 2012 | Oskar Svendsen          | Matej Mohorič       | Maximilian Schachmann |
| 2013 | Igor Decraene           | Mathias Krigbaum    | Zeke Mostov           |
| 2014 | Lennard Kämna           | Adrien Costa        | Michael Storer        |
| 2015 | Leo Appelt              | Adrien Costa        | Brandon McNulty       |
| 2016 | Brandon McNulty         | Mikkel Bjerg        | Ian Garrison          |
| 2017 | Thomas Pidcock          | Antonio Puppio      | Filip Maciejuk        |
| 2018 | Remco Evenepoel         | Luke Plapp          | Andrea Piccolo        |
| 2019 | Antonio Tiberi          | Enzo Leijnse        | Marco Brenner         |
| 2020 | No se disputó           | No se disputó       | No se disputó         |
| 2021 | Gustav Wang             | Joshua Tarling      | Alec Segaert          |
| 2022 | Joshua Tarling          | Hamish McKenzie     | Emil Herzog           |
| 2023 | Oscar Chamberlain       | Ben Wiggins         | Louis Leidert         |
| 2024 | Paul Seixas             | Jasper Schoofs      | Matisse Van Kerckhove |

### Contrarreloj por equipos
| Año  | Ganyadores                                                                              | Segundos                                                                               | Terceros                                                                                            |
| ---- | --------------------------------------------------------------------------------------- | -------------------------------------------------------------------------------------- | --------------------------------------------------------------------------------------------------- |
| 1975 | Unión Soviética Nikolaï Bondarenko Guennadi Karavajev Ivan Romanov Leonid Toropov       | Polonia · Piotr Dobraszak · Witold Mokiejewski · Andrzej Piotrowski · Zbigniew Pieta   | República Democrática Alemana Detlef Macha Andreas Petermann Siegbert Schmeisser Volker Winkler     |
| 1976 | Italia · Corrado Donadio · Gianni Giacomini · Ivano Maffei · Alessandro Primavera       | Unión Soviética Viktor Srebnikov Igor Schirikov Viatcheslav Dedenov Pavel Lazarev      | Polonia · Bogdan Bezdzietny · Stefan Ciekanski · Witold Mokiejewski · Andrzej Pajor                 |
| 1977 | República Democrática Alemana Thomas Barth Falk Boden Andreas Kluge Olaf Ludwig         | Unión Soviética Andrei Apressov Yuri Kachirin Oleg Logvin Vladimir Korjov              | Italia · Pierangelo Bincoletto · Daniele Caroli · Maurizio Reali · Walter Petinatti                 |
| 1978 | República Democrática Alemana Thomas Barth Falk Boden Olaf Ludwig Udo Smektala          | Unión Soviética Alguis Waitkus Oleg Flischin Viktor Kripushin Vladimir Makarkin        | Estados Unidos Jeff Bradley Greg Demgen Ron Kiefel Greg LeMond                                      |
| 1979 | Unión Soviética Sergei Starodubschev Viktor Demidenko Sergei Tschapk Vladimir Volochin  | Suecia · Per Mikael Christiansson · Juha Narkiniemi · Thomas Rask · Hakan Jensen       | Estados Unidos Greg LeMond Mark Frise Jeff Bradley Andrew Hampsten                                  |
| 1980 | Unión Soviética Viktor Demidenko Sergueï Voronine Sergei Tschapk Oleg Petrovich Chuzhda | Estados Unidos Andrew Hampsten Gavin Chilcott Lee Fleming Steve Manthey                | Dinamarca Brian Sorensen Jens Veggerby René Andersen Wagner Rasmussen.                              |
| 1981 | República Democrática Alemana Uwe Ampler Frank Jesse Dan Radtke Ralf Wodinski           | Unión Soviética Sergei Navolokin Nikolaï Krivocheev Aiguirdas Chneka Rinat Nourdinov   | Suecia · Mats Andersson · Magnus Knutsson · Stefan Brykt · Lars Wahlqvist                           |
| 1982 | República Democrática Alemana Uwe Ampler Jan Glossmann Jens Heppner Andreas Lux         | Unión Soviética Yuri Abramov Vladimir Chevtchenko Alexeï Komine Asiat Saitov           | Dinamarca Kim Olsen Lars B. Jensen Lars Hakam Jensen Per Pedersen                                   |
| 1983 | Dinamarca Soren Lilholt Kim Olsen Alex Pedersen Rolf Sørensen                           | Unión Soviética Asiat Saitov Vatslavas Gumuliauskas Oleg Ermolaiev Alexeï Siluk        | Estados Unidos Roy Knickman David Farmer Tim Hinz Tony Palmer                                       |
| 1984 | Unión Soviética Nikolaï Razouvaev Piotr Geukovski Sergei Kapustin Igor Sumnikov         | Estados Unidos David Farmer Tim Hinz Peter Howard Tony Palmer                          | Países Bajos · Tom Cordes · Herbert Dijkstra · Gerrit de Vries · Stefan Rakers                      |
| 1985 | Italia · Mario Cipollini · Maurizio Dametto · Davide Gallerani · Adriano Lorenzi        | Unión Soviética Sergei Kapustin Evgueni Zagrebelny Alex Datsuk Valeri Saronov          | Países Bajos · Patrick Coone · Erik Dekker · Gerrit de Vries · Michel Zanoli                        |
| 1986 | Italia · Luca Colombo · Roberto Maggioni · Mauro Consonni · Paolo Morandi               | Unión Soviética Igor Patenko Viktor Schelkoski Andreï Olkhov Vladimir Panasenko        | República Democrática Alemana Gerd Audhem Bert Dietz Steffen Rein Ronald Rauch                      |
| 1987 | Italia · Luca Colombo · Luca Daddi · Rosario Fina · Gianluca Tarocco                    | Unión Soviética Igor Patenko Sabin Suleimanov Oleg Polovnikov Pavel Tonkov             | Países Bajos · Antoine Lagerwey · Maarten den Bakker · Robert Van de Vin · Gerard Kemper            |
| 1988 | Italia · Alessandro Baciocchini · Gianfranco Contri · Andrea Peron · Gianluca Tarocco   | Checoslovaquia Kamel Dvorcik Thomas Krc Pavel Padrnos František Trkal                  | Unión Soviética Alexandre Markovnitchenko Alexandre Ossipov Sergei Savinotchkin Dimitri Tcherkachin |
| 1989 | Italia · Rossano Brasi · Andrea Peron · Davide Rebellin · Cristian Salvato              | Países Bajos · Servais Knaven · Marcel Vegt · Richard Groenendaal · Patrick Van Dijken | Unión Soviética Alexeï Kaluguin Vladimir Abramov Vladimir Douma Anatoli Bagdevitch                  |
| 1990 | Unión Soviética Sergueï Aoutko Igor Dziuba Pavel Tcherkassov Mikhaïl Touze              | Italia · Rossano Brasi · Nicola Giacomazzi · Mauro Monaro · Daniele Nardello           | Polonia · Dariusz Baranowski · Artur Krzeszowiec · Grzegor Rosolinski · Bernard Wierzbinski         |
| 1991 | Unión Soviética Dmitri Mourachko Alexandre Kozlov Mikhaïl Teteriuk Igor Bondchoukov     | Estados Unidos Matthew Johnson George Hincapie Fred Rodríguez Chris Wherry             | España · Victoriano Fernández · José Antonio Gil · Igor González de Galdeano · Valentín Zubieta     |
| 1992 | Italia · Alberto Romio · Marco Velo · Massimo Mori · Massimo Martini                    | Polonia · Pavel Niedzwiecki · Marcin Gebke · Piotr Przydział · Bernard Bocian          | Francia James Jardillier Anthony Langella Franck Perque Franck Trotel                               |
| 1993 | Italia · Oscar Biason · Massimo Martini · Flavio Zandarin · Ruggiero Tarraco            | Alemania · Patrick Burkhardt · Jean-Paul Furus · Jörg Ludewig · Jörg Jaksche           | República Checa · Bronislaw Fialkowki · Pavel Prchal · Ondřej Sosenka · Jozef Zabka                 |

## Palmarés femenino

### Carrera en línea
| Año  | Ganadora               | Segunda                | Tercera              |
| ---- | ---------------------- | ---------------------- | -------------------- |
| 1987 | Catherine Marsal       | Alga Zagorska          | Ellis Guazzaroni     |
| 1988 | Gitte Hjörtflod        | Est Van Verseveld      | Lotte Schmidt        |
| 1989 | Deirdre Demet          | Jessica Grieco         | Elena Netchaeva      |
| 1990 | Ina-Yoko Teutenberg    | Jessica Grieco         | Danielle Overgaag    |
| 1991 | Elsbeth van Rooy-Vink  | Sally Dawes            | Fabiana Luperini     |
| 1992 | Hanka Kupfernagel      | Elisabeth Chevanne     | Marion Borst         |
| 1993 | Elisabeth Chevanne     | Cinzia Faccin          | Karine Boitier       |
| 1994 | Diana Žiliūtė          | Alla Epifanova         | Evi Gensheimer       |
| 1995 | Andrea Hänni           | Kerstin Scheitle       | Lisbeth Simper       |
| 1996 | Alessandra D'Ettorre   | Oksana Saprykina       | Martina Corazza      |
| 1997 | Mirella van Melis      | Nicole Brändli         | Sofie Andersson      |
| 1998 | Tina Liebig            | Olga Zabelínskaia      | Nathalie Bates       |
| 1999 | Geneviève Jeanson      | Trixi Worrack          | Noemi Cantele        |
| 2000 | Nicole Cooke           | Magdalena Sadlecka     | Clare Hall-Patch     |
| 2001 | Nicole Cooke           | Pleuni Möhlmann        | Maja Włoszczowska    |
| 2002 | Suzanne de Goede       | Claudia Stumpf         | Monica Holler        |
| 2003 | Loes Markerink         | Irina Tolmacheva       | Sabine Fischer       |
| 2004 | Marianne Vos           | Marta Bastianelli      | Ellen van Dijk       |
| 2005 | Mie Bekker Lacota      | Marianne Vos           | Rasa Leleivytė       |
| 2006 | Rasa Leleivytė         | Marina Romoli          | Eleonora Patuzzo     |
| 2007 | Eleonora Patuzzo       | Cherise Taylor         | Valentina Scandolara |
| 2008 | Jolien D'Hoore         | Rossella Callovi       | Hanna Amend          |
| 2009 | Rossella Callovi       | Pauline Ferrand-Prévot | Susanna Zorzi        |
| 2010 | Pauline Ferrand-Prévot | Rossella Ratto         | Coryn Rivera         |
| 2011 | Lucy Garner            | Jessy Druyts           | Christina Siggaard   |
| 2012 | Lucy Garner            | Eline Brustad          | Anna Stricker        |
| 2013 | Amalie Dideriksen      | Anastasiia Iakovenko   | Olena Demidova       |
| 2014 | Amalie Dideriksen      | Sofia Bertizzolo       | Agnieszka Skalniak   |
| 2015 | Chloe Dygert           | Emma White             | Agnieszka Skalniak   |
| 2016 | Elisa Balsamo          | Skylar Schneider       | Susanne Andersen     |
| 2017 | Elena Pirrone          | Emma Norsgaard         | Letizia Paternoster  |
| 2018 | Laura Stigger          | Marie Le Net           | Simone Boilard       |
| 2019 | Megan Jastrab          | Julie De Wilde         | Lieke Nooijen        |
| 2020 | No se disputó          | No se disputó          | No se disputó        |
| 2021 | Zoe Bäckstedt          | Kaia Schmid            | Linda Riedmann       |
| 2022 | Zoe Bäckstedt          | Eglantine Rayer        | Nienke Vinke         |
| 2023 | Julie Bego             | Cat Ferguson           | Fleur Moors          |
| 2024 | Cat Ferguson           | Paula Ostiz            | Viktória Chladoňová  |

### Contrarreloj
| Año  | Ganadora                  | Segunda                 | Tercera                |
| ---- | ------------------------- | ----------------------- | ---------------------- |
| 1995 | Linda Visentini           | Christina Becker        | Tatiana Stiajkina      |
| 1996 | Rachael Linke             | Natascha Klewitz        | Samanta Loschi         |
| 1997 | Olga Zabelínskaya         | Sylvia Hübscher         | María Mercedes Cagigas |
| 1998 | Trixi Worrack             | Olga Zabelínskaya       | Geneviève Jeanson      |
| 1999 | Geneviève Jeanson         | Juliette Vandekerckhove | Trixi Worrack          |
| 2000 | Juliette Vandekerckhove   | Katherine Bates         | Bertine Spijkerman     |
| 2001 | Nicole Cooke              | Natalia Boyarskaya      | Diana Elmentaitė       |
| 2002 | Anna Zugno                | Tatiana Guderzo         | Claudia Hecht          |
| 2003 | Bianca Purath-Knoepfle    | Loes Markerink          | Iris Slappendel        |
| 2004 | Tereza Huříková           | Rebecca Much            | Amanda Spratt          |
| 2005 | Lisa Brennauer            | Tereza Huříková         | Mie Bekker Lacota      |
| 2006 | Rebecca Spence            | Lesia Kalytovska        | Mie Bekker Lacota      |
| 2007 | Josephine Tomic           | Valeria Kononenko       | Jerika Hutchinson      |
| 2008 | Maria Grandt Petersen     | Valeria Kononenko       | Laura Dittmann         |
| 2009 | Hanna Solovey             | Pauline Ferrand-Prevot  | Elizaveta Oshurkova    |
| 2010 | Hanna Solovey             | Pauline Ferrand-Prevot  | Amy Cure               |
| 2011 | Jessica Allen             | Elinor Barker           | Mieke Kröger           |
| 2012 | Elinor Barker             | Cecilie Uttrup Ludwig   | Demi de Jong           |
| 2013 | Séverine Eraud            | Alexandria Nicholls     | Alexandra Manly        |
| 2014 | Macey Stewart             | Pernille Mathiesen      | Anna-Leeza Hull        |
| 2015 | Chloe Dygert              | Emma White              | Anna-Leeza Hull        |
| 2016 | Karlijn Swinkels          | Lisa Morzenti           | Juliette Labous        |
| 2017 | Elena Pirrone             | Alessia Vigilia         | Madeleine Fasnacht     |
| 2018 | Rozemarijn Ammerlaan      | Camila Alessio          | Elynor Bäckstedt       |
| 2019 | Aigul Gareeva             | Shirin van Anrooij      | Elynor Bäckstedt       |
| 2020 | No se disputó             | No se disputó           | No se disputó          |
| 2021 | Alena Ivanchenko          | Zoe Bäckstedt           | Antonia Niedermaier    |
| 2022 | Zoe Bäckstedt             | Justyna Czapla          | Febe Jooris            |
| 2023 | Felicity Wilson-Haffenden | Izzy Sharp              | Federica Venturelli    |
| 2024 | Cat Ferguson              | Viktória Chladoňová     | Imogen Wolff           |